# Blimp: The Flying Adventures
Blimp: The Flying Adventures je česká videohra z roku 2009. Vytvořilo ji ostravské studio Craneballs Studios ve spolupráci s Grip Games. Hra vyšla nejdříve pro iPhony a v roce 2010 i pro PlayStation Portable a PlayStation 3.

## Hratelnost
Žánrově se hra řadí mezi akční videohry s prvky plošinovky. Příběh je vyprávěn komiksovými scénami před každou misí. Celkově hra obsahuje přibližně 20 misí v 4 různých prostředí. Hráč ovládá vzducholoď, s níž plní úkoly jako transport lidí, sbírání materiálu, či likvidace cílů. Cíle lze ničit pomocí bomb, které dokáže vzducholoď shazovat. Život si lze doplnit lékárničkami, které lze sbírat. Ve hře lze také sbírat skóre, které roste s ničením nepřátel a sbíráním různých předmětů.

## Příběh
Hlavním hrdinou je kapitán Zed Pelin. Je válečným veteránem, který se usadil na vzdálené planetě, kde, v naději že zde nalezne bezpečné útočiště, začal pracovat u letecké společnosti. Planeta je však napadena impériem a Zed se přidává k odboji.

## Přijetí
| Agregátor  | Skóre       |
| ---------- | ----------- |
| Metacritic | PSP: 74/100 |

| Udělil      | Skóre |
| ----------- | ----- |
| Eurogamer   | 6/10  |
| GamesRadar+ | [ 9 ] |
| IGN         | 8/10  |
| Push Square | 7/10  |